# Мариетта (Джорджия)
Мариетта (англ. Marietta) — американский город, административный центр округа Кобб в штате Джорджия. Является пригородом Атланты. В 2000 году население города составляло 58 478 жителей.

## История
Поселение на месте современной Мариетты, в то время бывшей территорией индейцев-чероки, появилось в 1830-х годах. Датой основания города является 19 декабря 1834 года. Своё название Мариетта получила в честь Мэри Мур Кобб, супруги сенатора США и судьи Верховного суда Томаса Уильяма Кобба, в честь которого назван округ Кобб.
Строительство железной дороги Western and Atlantic Railroad способствовало развитию Мариетты. В 1845 году железная дорога соединила Мариетту с Мартасвиллом (современная Атланта), а через пять лет была достроена до Чаттануги в штате Теннесси. Поскольку Мариетта находилась на высоте около 300 метров над уровнем моря и являлась самым высоким населённым пунктом на железной дороге, в летние месяцы в городе от жары и малярийного климата спасались землевладельцы из Джорджии и Южной Каролины. Со временем некоторые из них осели в Мариетте.
С ростом количества туристов в городе строились новые отели, гостиницы и магазины. 22 января 1852 года Мариетте был присвоен статус города, стал избираться мэр и городской совет. Первым мэром города стал Джо Гейвард Гловер, рисовый плантатор из Южной Каролины, перебравшийся в Мариетту из-за более здорового климата. В 1855 году Гловер открыл в городе первый банк, а также кожевню, на которой трудились его рабы.
Во время гражданской войны 1861—1865 годов Джорджия входила в состав Конфедерации и стала одним из главных театров военных действий. В апреле 1862 года в Мариетте останавливалась группа добровольцев Севера под руководством Джеймса Эндрюса, которая участвовала в операции под названием Великая паровозная гонка. В июле 1864 года, после сражения у горы Кеннесо, Мариетту заняли войска генерала Уильяма Шермана. В ноябре, когда Шерман начал поход к морю, его войска подожгли центр города, около двадцати жилых домов, кожевню Гловера, а также Военный институт Джорджии, открытый в 1851 году. После окончания войны в Мариетте было создано два мемориальных кладбища.
В послевоенный период в городе стали производиться хлопок, мука, бумага, мрамор, были открыты мебельный и машиностроительный заводы. Однако в течение долгого времени зарплаты в Мариетте были невысоки, вследствие чего молодёжь в городе не задерживалась. В конце 1940-х годов население Мариетты не превышало 9 тысяч человек.
Во время Второй мировой войны в Мариетте был открыт завод авиационной компании Bell Aircraft, на котором собирались стратегические бомбардировщики B-29 Superfortress. Завод предоставил множество рабочих мест, вследствие чего население Мариетты значительно выросло. С началом Корейской войны 1950—1953 годов завод был вновь открыт и перешёл в собственность калифорнийской Lockheed Corporation. В 1995 году корпорация Lockheed объединилась с компанией Martin Marietta в Lockheed Martin. В 2003 году на заводе этой компании в Мариетте работало 7 тысяч человек, которые занимались сборкой транспортного самолёта C-130J и истребителя F-22.
В 2006 году город был награждён премией «All-America City Award» (с англ. — «Всеамериканский город») присуждаемой Национальной гражданской лигой, которую неофициально называют «Нобелевской премией за конструктивное гражданство» и которая выдается за активную гражданскую позицию жителей некорпоративных сообществ Соединённых Штатов в жизни местного самоуправления.

## Известный уроженцы и жители
- Дженнифер Пейдж, певица и актриса.
- Дэн Бёрд, актёр.
- Деанна Паппас-Стальяно, актриса, журналистка, телеведущая, активистка по борьбе с раком молочной железы.
- Люсиус Дюбиньон Клей (1897—1978) — американский генерал, глава администрации американской зоны оккупации послевоенной Германии. Клей считается отцом берлинского воздушного моста.